# DIN 1451
DIN 1451 est une police de caractères sans empattement linéale géométrique créée par l’Institut allemand de normalisation dans la famille des normes DIN 1451. Elle est largement utilisée pour la signalisation routière et des applications administratives et techniques en Allemagne et quelques autres pays.